# Музей совєтської окупації
«Музе́й совє́тської окупа́ції Украї́ни» — музей у місті Києві за адресою вул. Михайла Стельмаха 6-А, який відображає злочини комуністичного режиму в період 1917–1991 рр. в Україні. Працює з 10:00 до 18:00, крім неділі і понеділка.
У музеї є актовий зал на 75 місць, де є можливість проводити уроки, лекції та демонстрацію відеофільмів на історичну тематику (у відеотеці знаходиться більше 80 повно- і короткометражних фільмів).
Музеї окупації є також у Грузії, Естонії та Латвії.

## Мета створення музею
Музей створено з метою інформування української та світової громадськості про досі маловідомі сторінки трагічної історії України комуністичного періоду. Представлені матеріали направлені на поборювання історично-політичних міфів, створених тоталітарним режимом та на розкриття невідомих сторінок історії України.

## Історія створення музею
Основу музею склала перша експозиція: «Забуттю не підлягає. Хроніка комуністичної інквізиції в Україні 1917—1991», яка була створена в 2001 році науковим відділом Київської міської організації товариства «Меморіал» імені Василя Стуса.
У 2003 році експозиція була зареєстрована Міністерством освіти і культури України і з цього моменту функціонує як музей.
Ідея створення музею, організація і активна участь у втіленні задуманого належить голові Київської організації Всеукраїнського товариства «Меморіал» імені Василя Стуса Роману Миколайовичу Круцику.
30 листопада 2001 р. у приміщенні Київської міської організації товариства Меморіал імені Стуса була відкрита перша на пострадянському просторі музейна експозиція «Забуттю не підлягає: хроніка комуністичної інквізиції», яка відображає комуністичні злочини в Україні 1917—1991 рр.
З часу відкриття експозиції Товариство розширило свою діяльність. Експозиція з пересувних стендів переросла в повноцінний музей, у якому крім наукової та пізнавальної, ведеться навчальна і виховна робота серед молоді. У музеї з'явилися нові експонати, експозиції «Київський мартіролог», «Українські Соловки», «Мовна експозиція». Зібрано колекцію архівних документів, сформована наукова бібліотека, відеотека науково-популярних фільмів тощо.
З огляду на пропозиції членів Товариства, численні побажання відвідувачів і рішення Ради Товариства від 10.04.2007 р., протокол № 9, учасники Конференції, вирішили надати музею при Київській міській організації Товариства Меморіал імені Стуса назву «Музей радянської окупації України». Конференція також постановила раду і правлінню Товариства здійснити реєстрацію музею зі статусом громадського відповідно до Закону України Про музейну справу .
Відомо, що одразу після повідомлення про відкриття Музею радянської окупації була здійснена хакерська атака на сайт київської організації Товариства Меморіал імені Василя Стуса.
У травні 2011 р. Музей радянської окупації презентував експозицію «Народна війна», що висвітлює боротьбу українського народу проти більшовицької окупаційної влади в Україні. Експозиція є результатом більш як дворічної праці науковців Київського «Меморіалу» в архівах 18-ти областей України. В ній використано понад 300 світлин, багато з яких експонуються вперше.
Навесні 2011 р. до Музею радянської окупації почали заглядати з перевірками службовці з Київської міської держадміністрації та СБУ. Приводом до такої активності послужив лист в дусі сталінських доносів від громадянки, яка як виявилося згодом вже два роки як пропала безвісти. Кореспонденти Української Правди у своєму дослідженні виявили, що цей лист є безумовною підробкою. Дивним також виглядає те, що державні органи навіть не збиралися встановити контакт з авторкою листа, але відразу взялися утискувати діяльність музею.

## Фонди музею
Фонди музею складаються з копій документів різного рівня і відомчої приналежності архівів, включаючи розсекречені документи архіву Служби безпеки України, фотографій приватних осіб, спогадів та свідчень очевидців і їх родичів, відео і аудіо матеріалів.

В оцифрованому вигляді інформація музейного фонду перевищує 100 Гбайт.

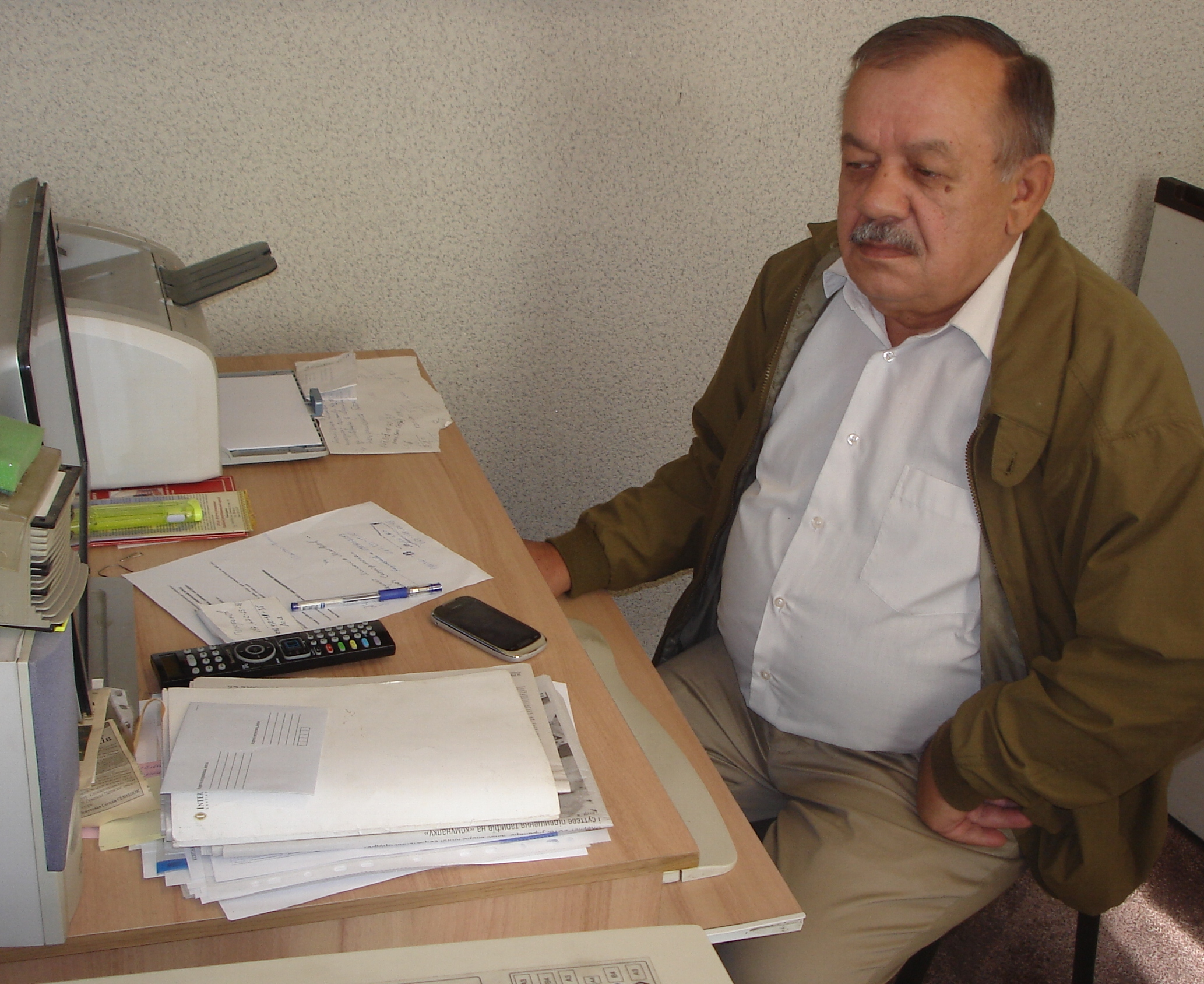
Директор музею Роман Миколайович Круцик у робочому кабінеті

## Організація експонування
Виставка розміщена в трьох музейних залах.

В музеї для відвідувачів організовано тематичний показ матеріалів. Кількість тем на початок 2013 року наближається до десяти:
- Забуттю не підлягає. Хроніка комуністичної інквізиції в Україні 1917—1991
- Народна війна
- Українські Соловки
- Київський мартиролог
- Втрачена пам'ять
- Мовна експозиція
- Зламані долі
- Нищення Духовності

Кожна тема представляється в вигляді стендів або плакатів, на яких розміщені фото і документи, що розкривають суть теми. Інформація на плакатах доповнюється роз'ясненням екскурсовода або путівником (для самостійного перегляду), а також відеоматеріалами.
Музей щороку відвідує до 15 тисяч осіб організованих груп шкільної та студентської молоді. 
Крім представників освітніх закладів столиці музей відвідують пересічні громадяни Києва та з різних регіонів України, а в 2009–2010 р.р. музей відвідали 7 груп студентів освітніх закладів Польщі, Італії, Франції, і країн Балтії.
До послуг відвідувачів бібліотека, яка функціонує при Товаристві «Меморіал», із 4000 примірників книг, а також відеотека із 950 науково-популярних відеофільмів. Екскурсії організованим групам проводять 2 екскурсоводи (науковці товариства). Екскурсійний супровід та показ відеофільмів групам проводиться безкоштовно.

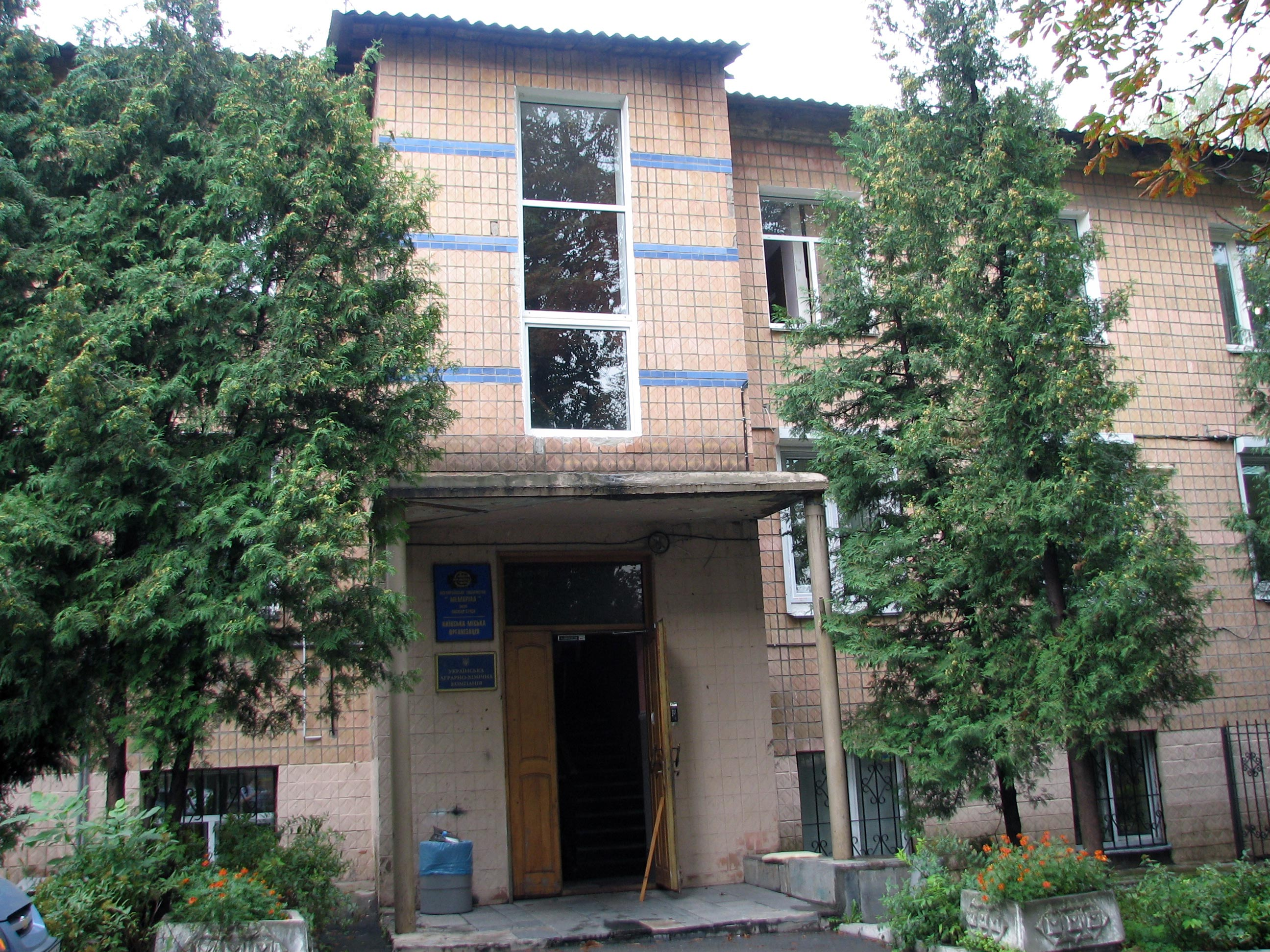
Вхід до музею
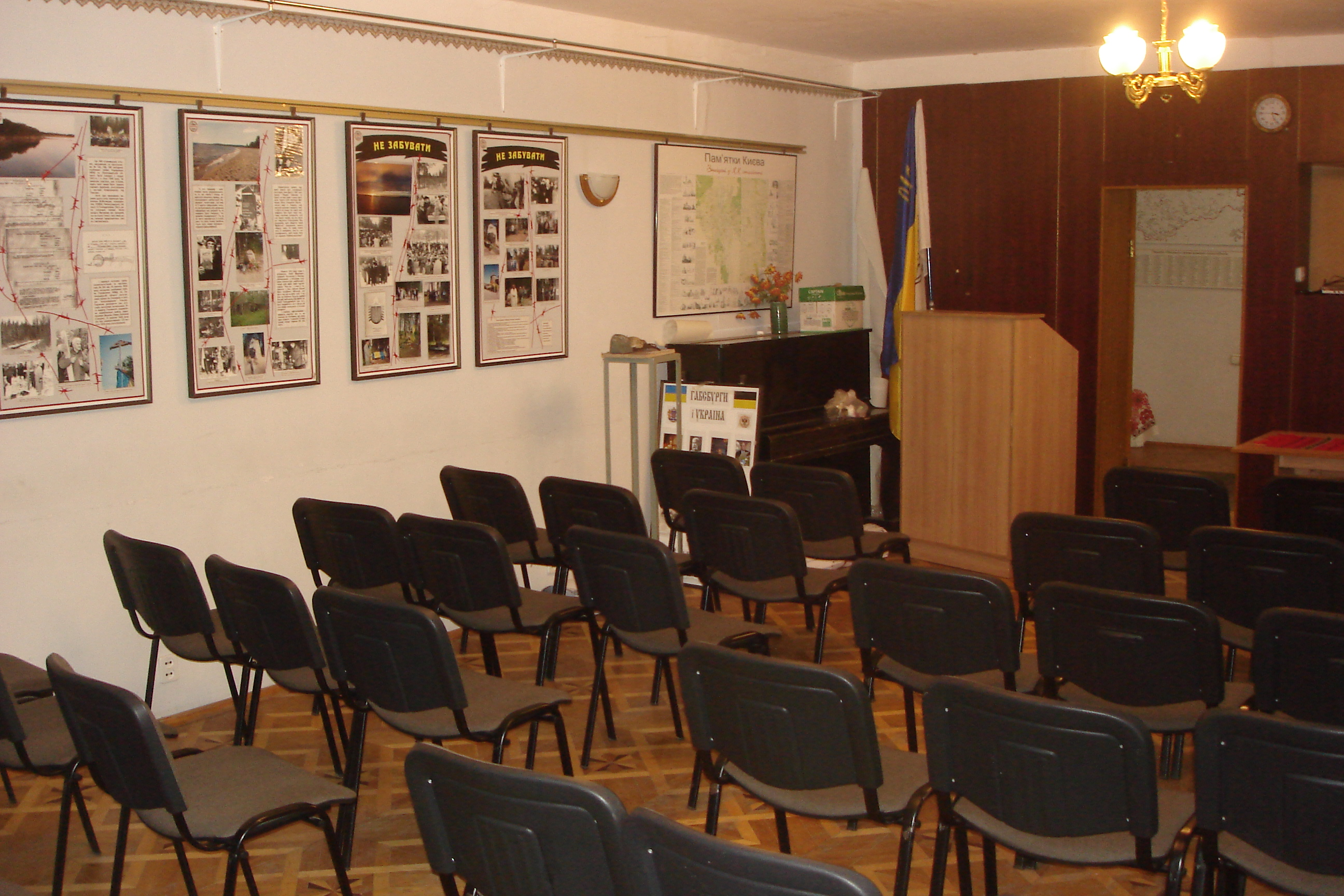
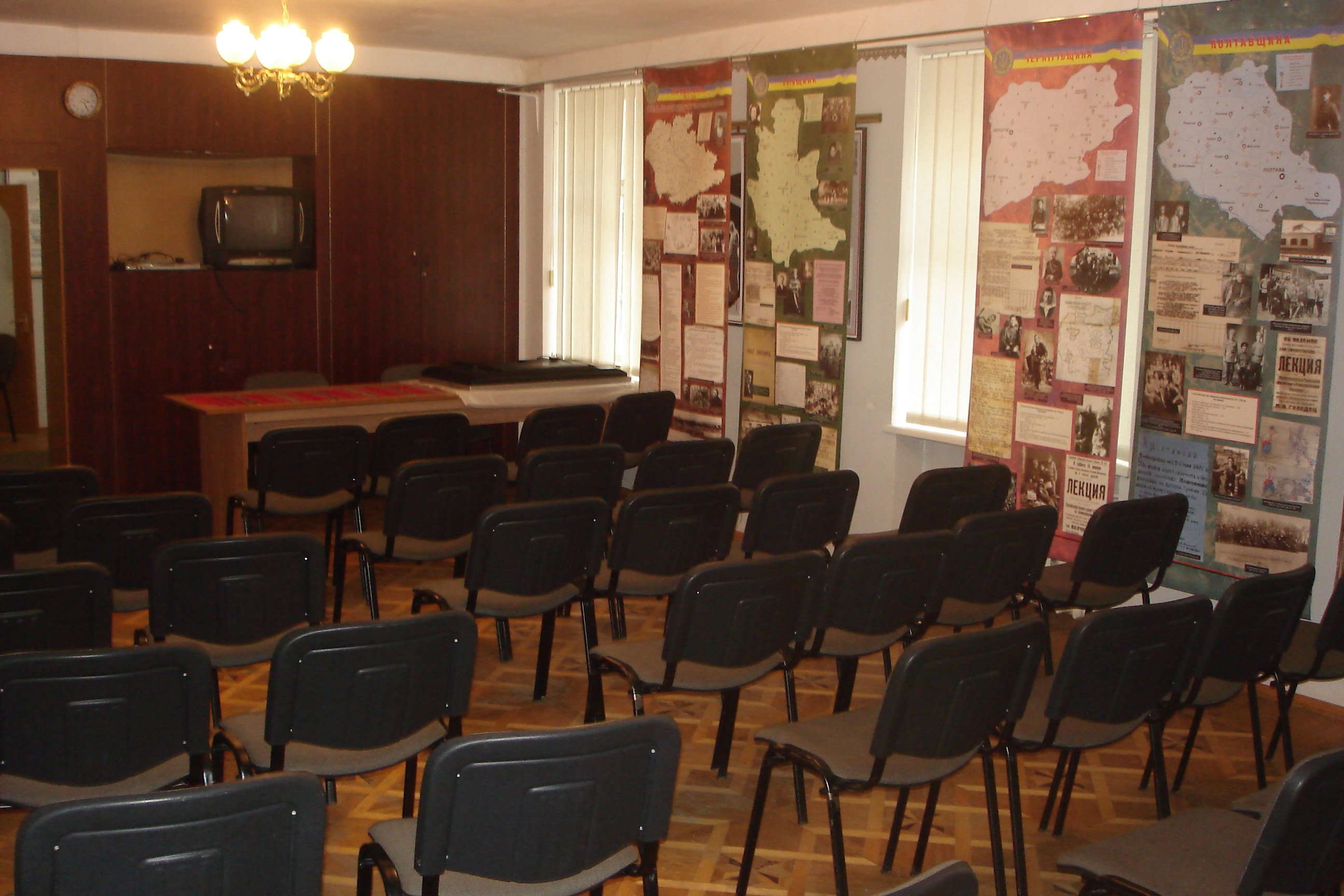
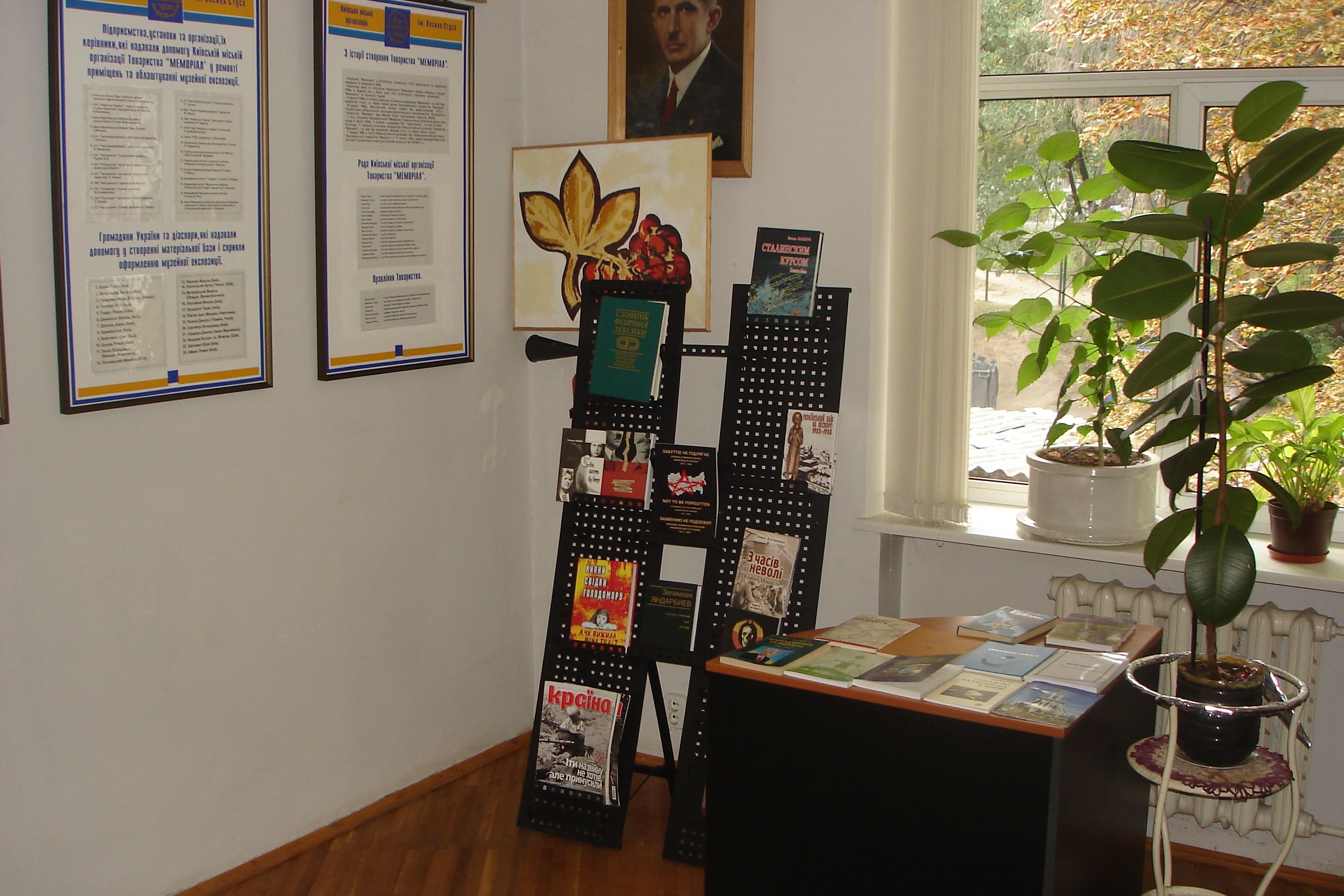
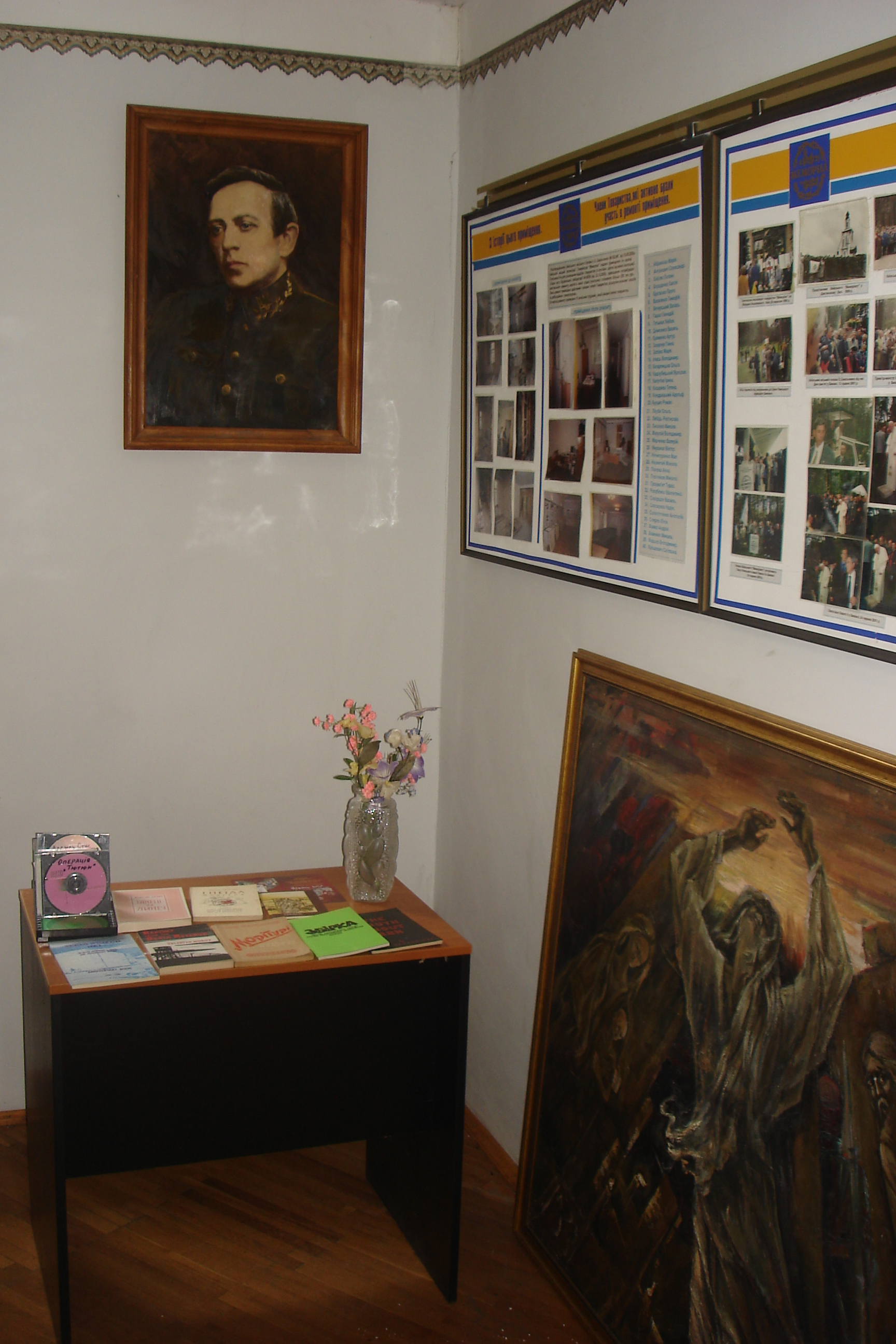
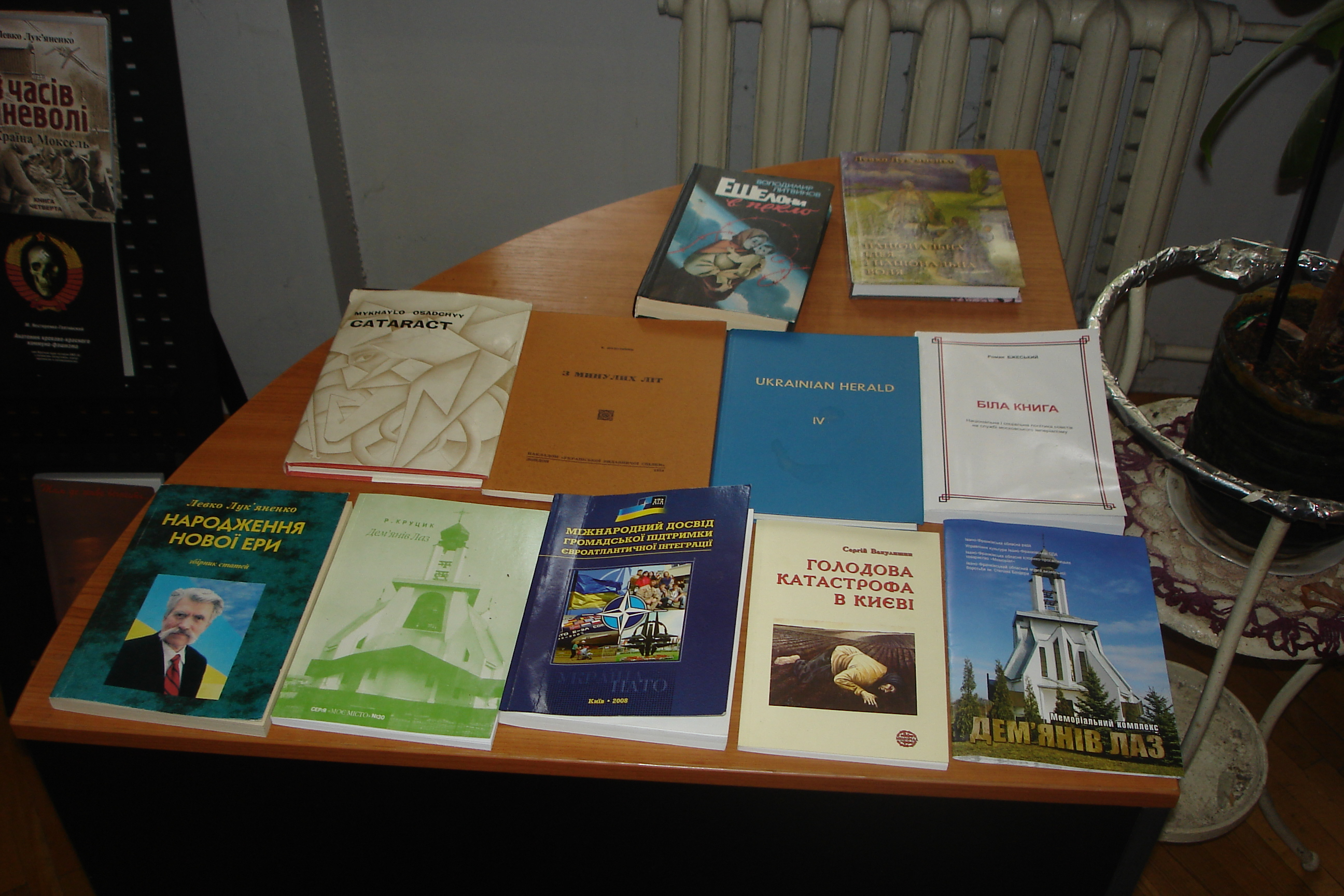
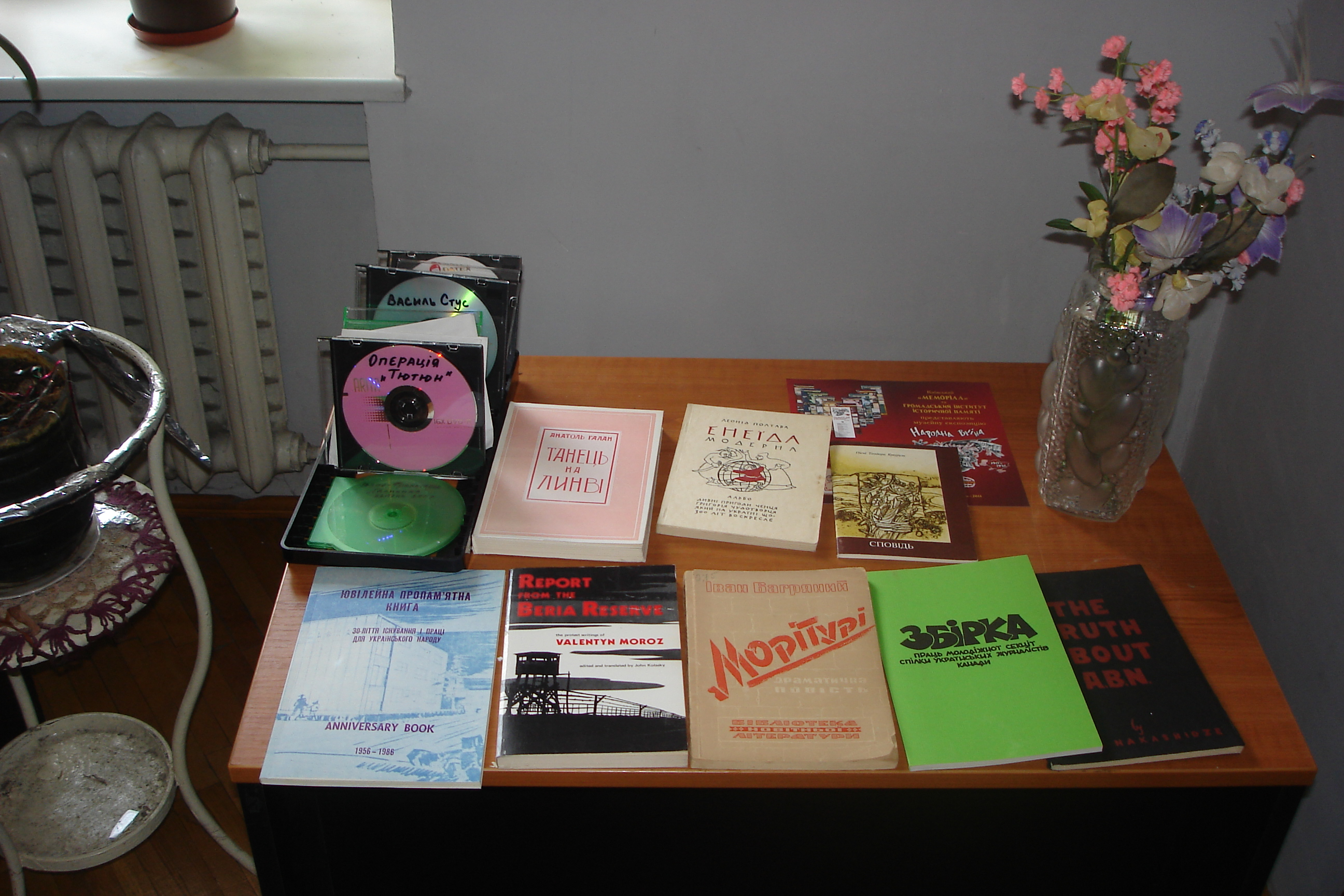
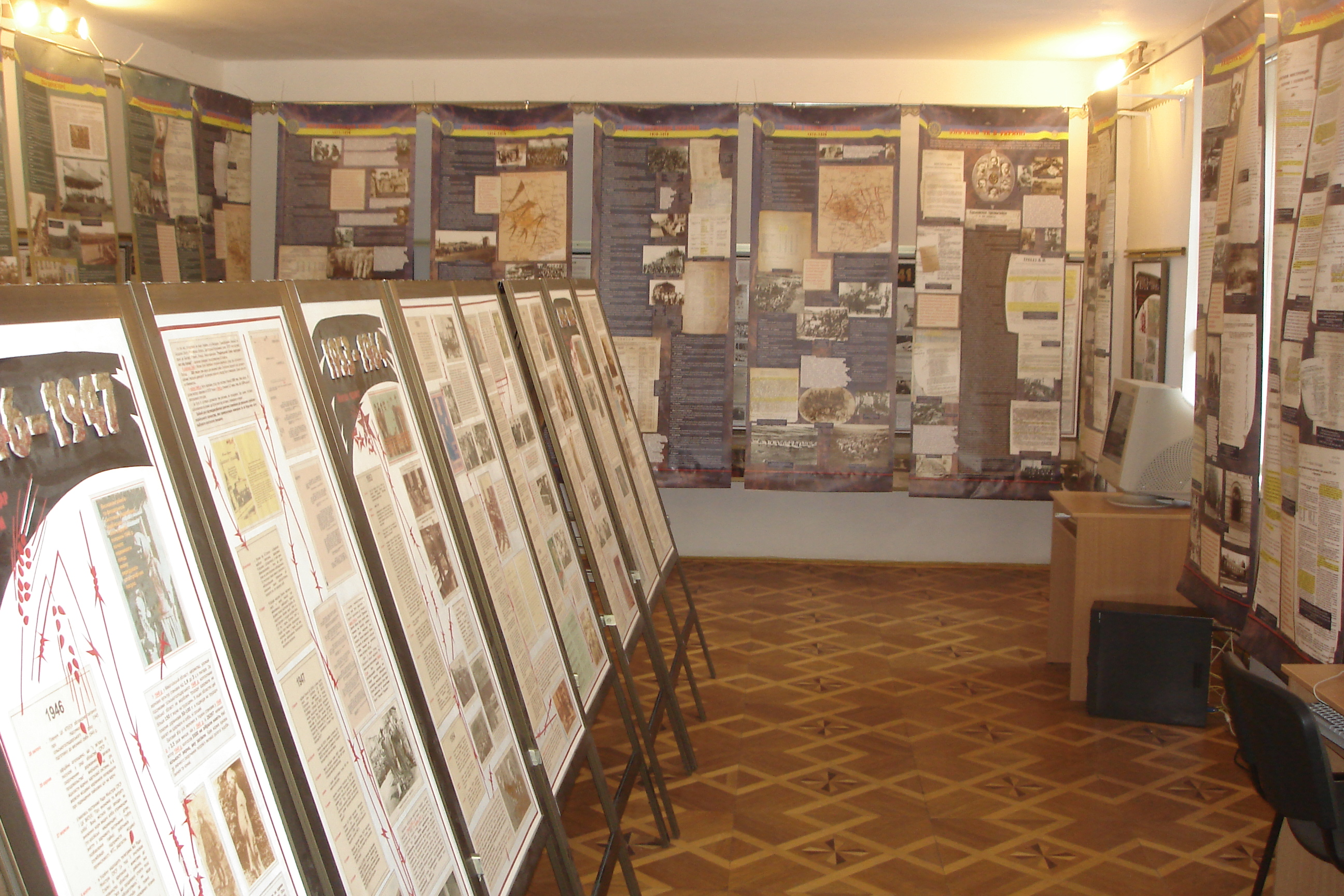
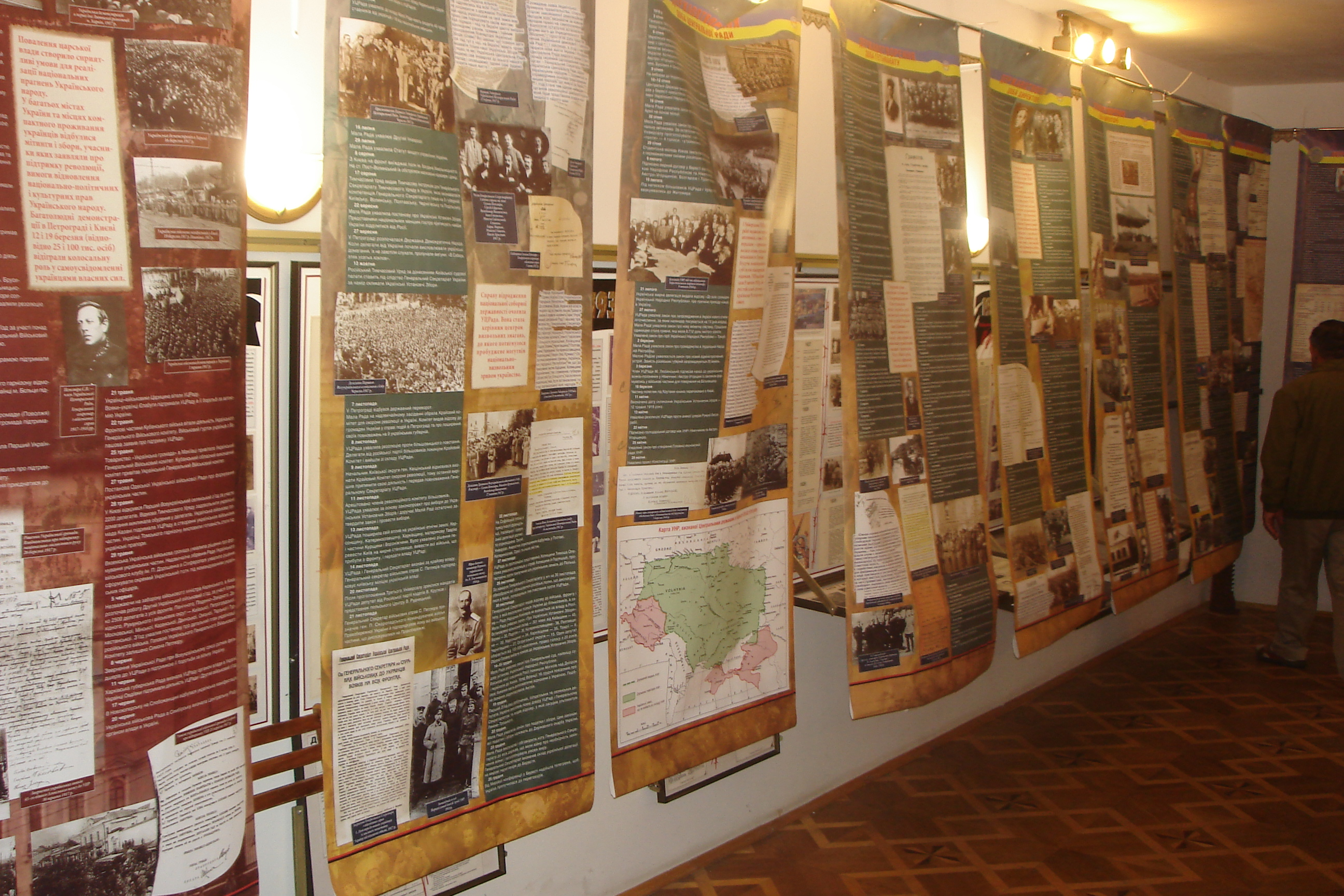
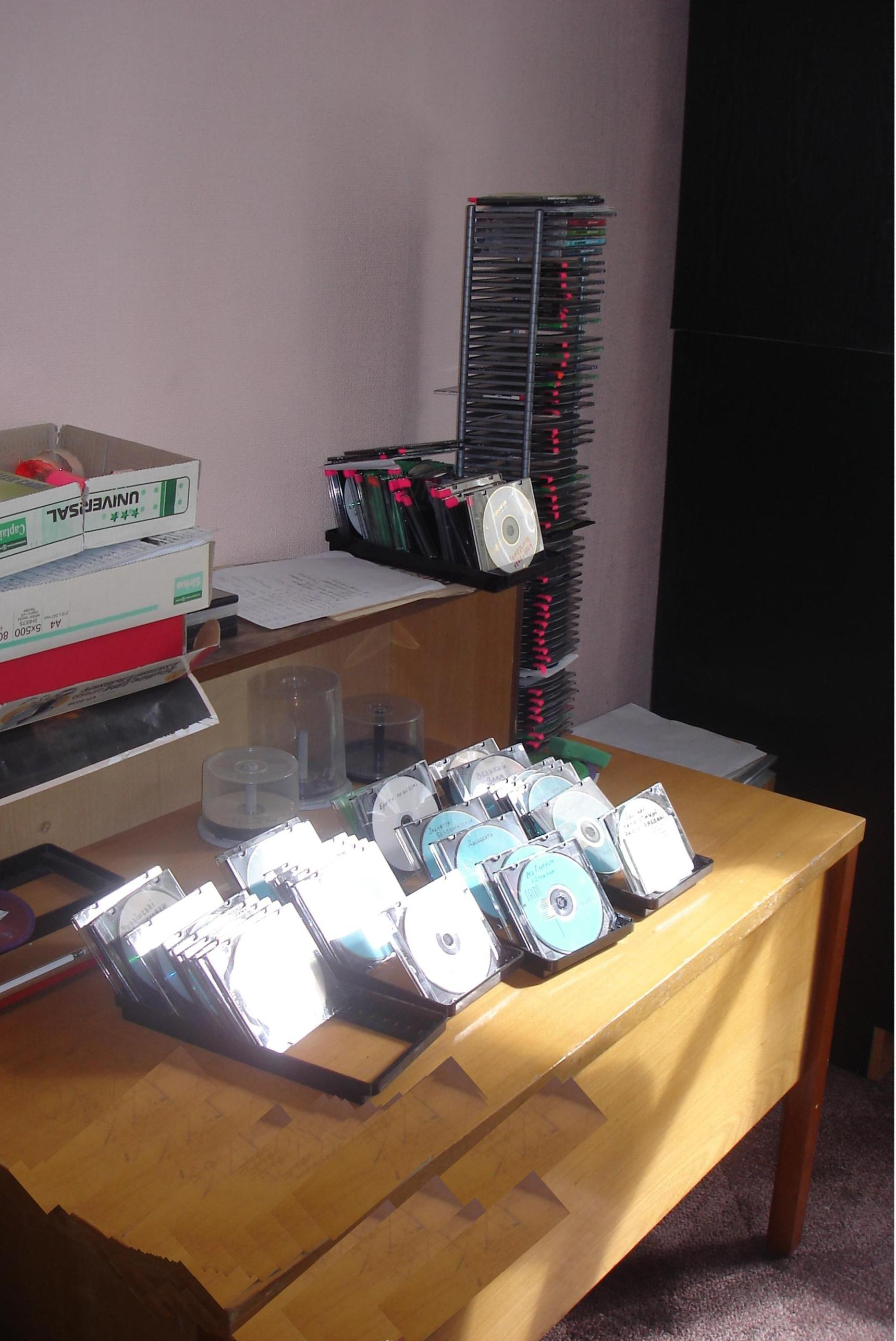
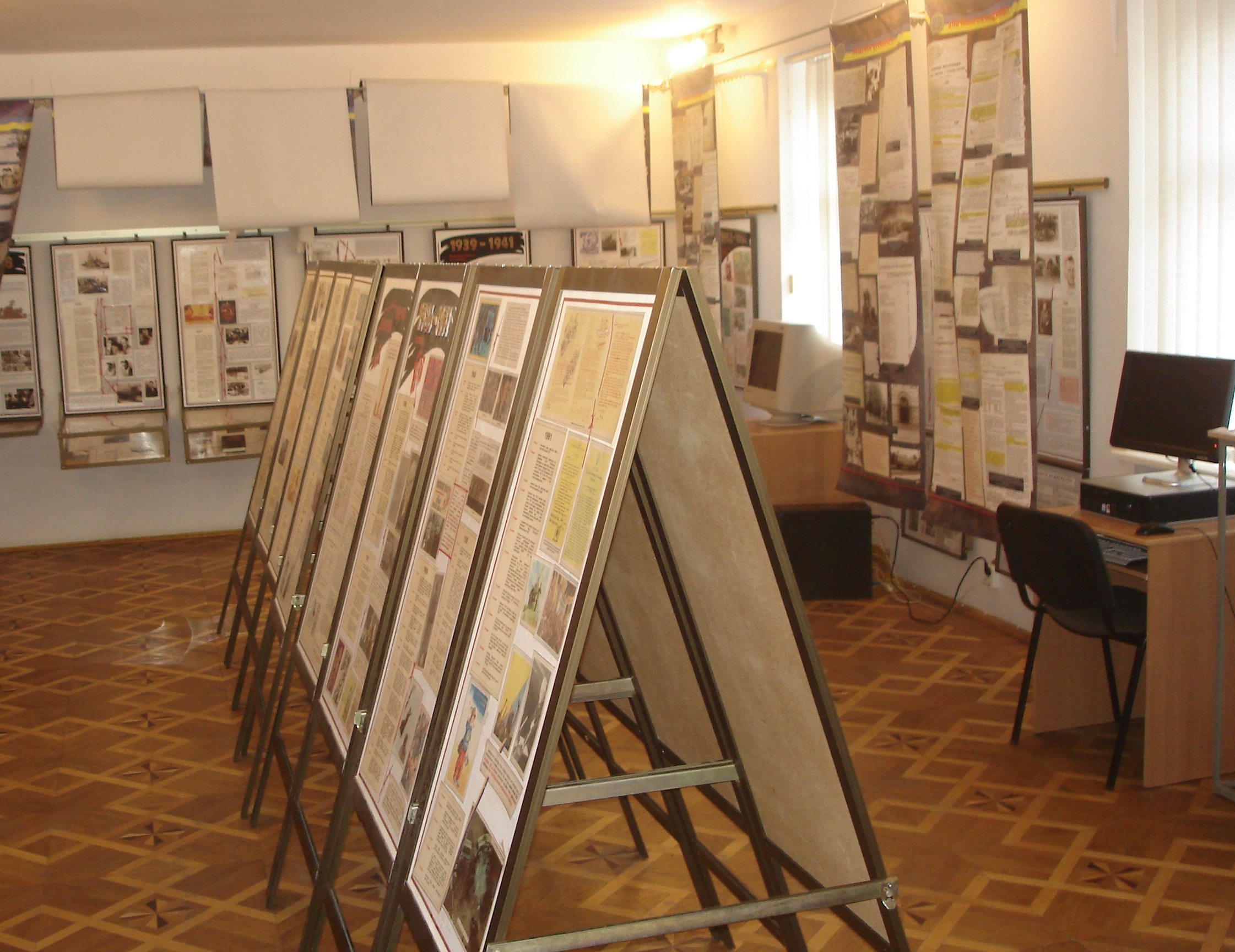

## Найпопулярніші документальні виставки

### Народна війна 1917—1932рр.

Період 1917—1932 років до сьогодні залишається найменш дослідженим та найбільш сфальсифікованим в українській та світовій історіографії.
Вирване з контексту, фрагментарне та упереджене представлення фактів породило численні міфи, негативний вплив яких і сьогодні є надзвичайно відчутним.
Мали місце замовчування фактів щодо революційних подій доби Української Народної Республіки та встановлення радянської влади в Україні, визвольної боротьби східних українців тощо.

У сьогоднішній Україні з вуст політиків та експертів нерідко можна почути уже майже класичну фразу про те, що сучасна незалежність дісталася нашому народові випадково, внаслідок збігу геополітичних обставин, що вона не була результатом тривалого прагнення нації до визволення.

Більш «поблажливі» політики вказують на те, що боротьба і прагнення до незалежності були, але вони мали чітко окреслену регіональну забарвленість, мовляв, незалежності бажало і за неї боролось винятково населення Західної України та жменька «збаламучених» інтелігентів-ідеалістів зі сходу. При цьому, на жаль, нічого не згадується про неймовірно потужний рух опору російсько-більшовицькому режимові, який прокотився Великою Україною в 1917–1932 роках.
Завдячуючи наполегливій роботі Товариства «Меморіал», вчених-дослідників, зібрано десятки тисяч архівних документів, кожний із яких підтверджує, що в Україні точилась грандіозна Народна війна за соціально справедливу і національно самодостатню українську державу.
Впродовж 2008–2010 років члени наукового підрозділу товариства «Меморіал», за сприяння керівників архівів України і Служби Безпеки України опрацювали понад 350 фондів і близько 1500 архівних справ обласних, державних та галузевих архівів. Було знайдено й оцифровано близько 70 тисяч сторінок архівних документів періоду 1917–1945 років невідомих досі науковцям.

На їхній основі і створена музейна експозиція «Народна війна», яка складається з двох частин — двадцяти трьох розділів (29 стендів розміром 2,1 на 0,8 м,), на яких у документах і світлинах відображені:
- Відродження українства — 2 стенди;
- Доба Центральної Ради — 2 стенди;
- Доба Гетьманату — 1 стенд;
- Доба Директорії — 2 стенди;
- Доба ЗУНР — 1 стенд;
- Перша окупація — 2 стенди;
- Друга окупація — 2 стенди;
- Третя окупація — 2 стенди;
- Більшовицькі грабежі — 1 стенд;
- Нищення Духовності — 1 стенд;
- Злочини проти людяності — 1 стенд;
- Зимові походи Армії УНР — 1 стенд;
- Київщина — ! стенд;
- Чернігівщина — 1 стенд;
- Полтавщина — 1 стенд;
- Харківщина −1 стенд;
- Катеринославщина — 1 — стенд;
- Поділля — 1 стенд;
- Волинь — 1 стенд;
- Одещина — 1 стенд;
- Донщина — 1 стенд;
- Висновки.

Розділи першої частини експозиції на основі документів і фотографій в хронологічному порядку відображають періоди державотворення, три періоди окупації України та практичні дії Російської окупаційної армії і каральних органів в нормативних актах комуністичної влади періоду 1917–1932 рр.
Друга частина документальної експозиції «Народна війна» на основі широкого комплексу документальних матеріалів та фотокарток відображає діяльність селянських партизанських загонів та повстанських підпільних організацій, ідеологію повстанства, його чисельність та соціальний склад. Подаються мапи Українських губерній на яких вказані роки та назви міст, сіл та районів де відбувались збройні повстання, а також приведені світлини, листівки, звернення найбільш відомих і активних отаманів, що діяли в тій чи іншій губернії.
В експозиції приведено результати досліджень, які подають відомості про 268 збройних повстань протягом 1917—1932 років.
Масові стихійні виступи жорстоко придушувались. Інструкція Ради народних комісарів передбачала повне фізичне знищення повсталих селян та спалення цілих сіл).
Уже в 1919–1920 роках (за зізнанням самих більшовиків) проти них зі зброєю в руках виступило в Україні в різний час і різних місцях понад мільйон повстанців, які убили 140 тисяч червоноармійців, чекістів і комуністів, грабіжників із продзагонів.

Придушуючи ці виступи, ЧК (за офіційними даними) знищила в Україні до 400 тисяч осіб. Щоб утримати українців у підпорядкуванні більшовицькій Росії в 1920–1924 роках в Україні довелось сконцентрувати понад 1 мільйон 200 тисяч військ (в переважній більшості не етнічних українців), спровокувати голод і навіть вдатись до політики т. зв. непу.
З впровадженням політики НЕПу (1924–1927 рр.) збройні повстання майже припинились, а з проголошенням комуністичною владою суцільної колективізації зросли з більшою силою.
Наростаюча хвиля другого періоду повстань і стихійних виступів селян викликала в московського керівництва страх перед можливим новим загальним повстанням та виходом України зі складу утвореного насильством і політичним шахрайством СРСР.

Численні архівні документи і свідчення очевидців доводять, що не тільки Центральна, а і Східна Україна активно виступала проти ворожої більшовицької влади.
Саме спротив українців комуністичній окупації став причиною застосування терору голодом у 1932–1933 роках з метою придушити Народну війну, зламати опір нав'язуванню українському народу російської влади, комуністичної ідеології та чужого способу життя.

### Забуттю не підлягає

Експозиція музею «Забуттю не підлягає — хроніка комуністичної інквізиції» в хронологічному порядку — від 1917 до 1991 років — відображає події тоталітарного періоду історії України.
Матеріал в експозиції подається за періодами:
- Система концентраційних таборів СРСР;
- Більшовицький переворот і початок терору (1917—1920);
- СРСР народжувався з голоду і насильства (1921—1923);
- Ціна індустріалізації та насильницька колективізація (1924—1931);
- Український голокост (1932—1933);
- Крах Українізації та "великий терор) (1934—1938);
- Змова двох диктатур та її наслідки (1939—1941);
- Останнє десятиліття сталінської диктатури (1942—1952);
- Третій удар голодом (1946—1947);
- «Морозна відлига» (1953=1964);
- «Безкровний тоталітаризм» (1965—1985);
- «Колапс» (1986—1991).

Експозиція «Забуттю не підлягає» складається з 54 плакатів і довідника-путівника українською, англійською та російською мовами. Для представлення експозиції в різних містах України і за кордоном її було виготовлено більше п'ятисот комплектів.

Жертви комуністичного терору

У лівій частині плакатів виписана хронологія історичних подій за роками і місцями від часу створення Української Народної Республіки, альтернативного з'їзду Рад у Харкові, перших ленінських декретів, рішень партійних з'їздів, Пленумів, Постанов бюро, інших рішень комуністичної влади та подій, що відбувались у період від 1917 до 1991 років.
Права частина плакатів на основі фотографій, незаперечних фактів, досі невідомих секретних документів із різних архівів, наукових висновків та статистики розкриває хронологію подій та наслідки керівництва комуністичної ідеології (тобто, експозиція є кодифікацією комуністичних злочинів.
Експозиція «Забуттю не підлягає» правдиво відтворює історичну хронологію долі мільйони етнічних українців та людей інших національностей, які проживали в той час в Україні, які загинули внаслідок злочинної політики совєтських окупантів. Усі злочини комуністичного тоталітаризму творились в умовах суворої секретності, і тому більшість населення України недостатньо про них поінформований.
Більшість людей у всьому світі мало знають про історію України і про те, якою ціною ця друга найбільша за територією і населенням країна Європи стала незалежною демократичною державою в 1991 році. Комуністичні ідеологи заклали у нашу історію безліч історично-політичних міфів. Міфи призводять до протистояння в будь-якому суспільстві. Побороти їх можна тільки правдою.

## Популяризація розробок музею

- Підготовлено плакатний варіант експозиції «Забуттю не підлягає — хроніка комуністичної інквізиції», який складається із 54 плакатів і книжки путівника-довідника для викладачів та екскурсоводів. Було виготовлено 750 високоякісних, у кольоровому виконанні, комплектів українською, а також 150 комплектів англійською мовою. Надруковано три тисячі книжок-довідників українською, англійською і російською мовами для екскурсоводів, які повинні надавати кваліфікований інформаційний супровід при демонстрації музейної експозиції.

Комплекти експозиції з путівниками-довідниками безкоштовно передані для розповсюдження по закладах освіти, культури та у військових частинах України, країнах СНД (Росія, Казахстан, Грузія) та країнах Європи (33 країни), Північної і Південної Америки та Австралії.
Видано 250 альбомів формату А-3 англійською і українською мовами з текстовими поясненнями розділів експозиції на 4-х мовах (українська, англійська, французька та іспанська), які передано дипломатичним представництвам України за рубежем (100 примірників), а також громадам української діаспори Канади, США і Австралії (150 примірників).
Підготовлено комплект (заламіновано 54 плакати) пересувної експозиції і проведено 29 виїздів в міста України.
- Підготовлена експозиція «Народна війна» в плакатному варіанті і розповсюджена по закладах освіти і культури України.

Створено варіант експозиції на CD диску.
Опис експозиції представлено в статті, опублікованій в журналі «Музейний простір».
- Музейну експозицію музею по голоду 1921—1923 рр., 1932—1933 рр., 1946—1947 рр. було виставлено у приміщенні Верховної Ради України під час проведення парламентських слухань і прийняття звернення до народу України з приводу 70-річниці Голодомору. Відбулась презентація експозиції у вузах Києва, на Світовому Конгресі Українців у Києві, а також у 7-ми містах Канади (Оттава, Торонто, Монреалю, Вінніпегу, Едмонтону).

## Книги, створені з використанням матеріалів експозицій музею

## Реакція
З самого початку реакція на ідею створення Музею радянської окупації була неоднозачною. Депутат від Комуністичної партії Олександр Голуб зазначив: «Музеї повинні відображати реальну історію і сприяти об'єднанню, а не роз'єднанню. Про яку радянську окупацію в Україні може йти мова? Хто кого окуповував? Вихідці з України керували Радянським Союзом. То що тепер Росія повинна створювати музей української окупації Російської Федерації? Я думаю, що могла би створити після того, як Хрущов подарував Україні Крим, відібравши у Росії. Ці музеї перетворилися на фарс. Тому що вони не є насправді музеями. В них ніхто не ходить».
Зовсім іншої думки був Левко Лук'яненко — відомий колишній політв'язень, депутат від Блоку Юлії Тимошенко. Він сказав, що такий музей потрібен, бо досі в Україні, на його думку, влада не доклала жодних зусиль для того, аби розказати всю правду про українську історію не тільки за Радянського Союзу, а й раніше: «Загалом Україна була у складі Російської імперії триста сорок років. І всі ці триста сорок років Росія прагнула знищити українців. То за нами не визнавали назви „українці“ і називали нас „малоросами“. То нашу мову не визнавали за мову, а казали, що це зіпсована польська мова. Але безперечно найжахливіший період у нашій національній історії — це період більшовицького московського комуністичного деспотизму. Тому важливо щоби це було вивчено і представлено десь у музеях, щоби кожен студент, чи школяр, чи будь-хто міг би туди зайти і побачити ту нашу жахливу історію. Бо то були сімдесят років такі, що можна дивуватися, як взагалі ми витримали і залишилися нацією. Держава нічогісінько не зробила, щоб поширити правдиву історію нашого національного життя ні за сімдесят років, ні за триста сорок років».
Поляризація точок зору призвела до випадків вандалізму, дискусії як в Україні, так і поза нею.